# Ouragan (série télévisée)
Pour les articles homonymes, voir Ouragan (homonymie).
Ouragan est une série télévisée jeunesse d'aventures québécoise en 89 épisodes de 26 minutes en noir et blanc diffusée entre le 6 novembre 1959 et le 29 mai 1962 à la Télévision de Radio-Canada.

## Fiche technique
- Scénarisation : Bernard Letremble, Paul Main, Louis Morisset et Jean-Louis Roux
- Réalisation : Jean-Guy Benjamin, Maurice Falardeau et Aimé Forget
- Société de production : Société Radio-Canada

## Distribution
- Lionel Villeneuve : Ouragan
- Jean Dalmain : Jean-Baptiste de Bienville
- Paul Alain : Père Meunier
- Jacques Auger : Paul Palandier
- André Bertrand : Gregorio Martinez
- Julien Bessette : Panthère Rouge
- Rolland Bédard : Pascal Bourgoin
- Marcel Cabay : Soleil Levant
- Claude Bisaillon : André Lacoste
- André Cailloux : Père Boival
- Georges Carrère : Navarès
- Marthe Choquette : Annette Mathon
- Yvon Deschamps : Jean Gagnon
- Pierre Dufresne : Justin
- Marc Favreau : Louis Mathon
- Nicole Filion : Marie-Thérèse de Lanthier
- Ronald France : Flèche d'argent
- Bertrand Gagnon : Benoît Pellegrin et Paul Roquebrune
- Pat Gagnon : Léonidas Dufour
- Jacques Galipeau : Frédéric Bordoux
- Paul Gauthier : Thomas Durivage
- François Guillier : Honoré Bastin
- Guy Hoffmann : Léonard Martin
- Paul Gury : Dr Léonard Morin
- Paul Hébert : Louis Barthélémy
- Jean Lajeunesse : Paul Kanter
- François Lavigne : Pierre Lamotte
- Roger Lebel : Marcel Perronnier
- Roland Lepage : Nimus
- Jacques Lorain : Honoré Lanctôt
- Jacques Létourneau : André Lemiac
- Yves Massicotte : Mithridate et Pierre Jacquemard
- Gilles Pelletier : Louis Lacoste
- Pascale Perrault : Lison Martin
- Denise Provost : Élisabeth Lacoste
- Raymond Royer : Faucon noir et Rosaire Kontambault
- Janine Sutto : Fanchon Martin
- Olivette Thibault : Léonie Barthélémy
- Pierre Valcour : Bertrand Dumontel
- Jacques Zouvi : Habib

et aussi
- Monique Aubry
- Louis Bélanger
- Michèle Bisaillon
- Jean Boisjoli
- Boudha Bradon
- Yvette Brind'Amour
- Aimé Caron
- Marc Cottel
- André D'Hostel
- Pierre Dagenais
- Pierre Daigneault
- Maurice Dallaire
- Gilbert Delasoie
- Jean-Claude Deret
- Robert Desroches
- Henri Deyglun
- Camille Ducharme
- Gisèle Dufour
- André Foucher
- Edgar Fruitier
- Pierre Germain
- Jacques Godin
- Paul Guèvremont
- Raymond Guilbault
- Guy L'Écuyer
- Roland Laroche
- Guy Larocque
- Lise Lasalle
- José Ledoux
- Ovila Légaré
- Julien Lippé
- Michel Mailhot
- Marthe Mercure
- Michel Noël
- Monic Normandin
- Marc Olivier
- Jacques Perrin
- Roger Plourde
- Gérard Poirier
- Henri Poitras
- Claude Préfontaine
- José Rodriguez
- Percy Rodriguez
- René Saint-Pierre
- Gisèle Schmidt
- Jean Simon
- Guy Sylvestre
- Maurice Tremblay
- Anne-Marie Vidal
- Gabriel Vigneault